# (7826) Kinugasa
(7826) Kinugasa est un astéroïde de la ceinture principale.

## Description
(7826) Kinugasa est un astéroïde de la ceinture principale. Il fut découvert le 2 novembre 1991 à Kitami par Atsushi Takahashi et Kazuro Watanabe. Il présente une orbite caractérisée par un demi-grand axe de 2,36 UA, une excentricité de 0,06 et une inclinaison de 6,2° par rapport à l'écliptique.

## Compléments